# Protoascus wisconsinensis
Protoascus wisconsinensis är en plattmaskart. Protoascus wisconsinensis ingår i släktet Protoascus och familjen Typhloplanidae. Inga underarter finns listade i Catalogue of Life.